# Alfonso de Sandoval y Bassecourt
Alfonso de Sandoval y Bassecourt (Múrcia, 22 de desembre de 1862 - Madrid, 6 de novembre de 1915) va ser un polític valencià, baró de Petres i cavaller de l'Orde de Sant Jaume. Fou alcalde d'Alacant i diputat a Corts i Senador per Alacant.

## Biografia
Tenia propietats i es dedicava al conreu de vi a Jumella, Altea, Chinchilla i Alacant. També va fundar la Caixa Rural de Jumilla, fou membre de la Reial Societat Econòmica d'Amics del País i de la Junta d'Obres del Port d'Alacant, president del Reial Club de Regates d'Alacant (1907), vicepresident del Casino d'Alacant (1911) i fou membre del consell d'administració de diverses empreses, com Tramvies d'Alacant i La Electra Alicantina (1900), i el 1902 va promoure la construcció del ferrocarril Alacant-Dénia.
Alhora fou membre del Partit Conservador, en el que es posà de part de Francisco Silvela i Raimundo Fernández Villaverde, fou candidat per Dénia a les eleccions generals espanyoles de 1891, però fou derrotat per Trinitario Ruiz Capdepón. Entre 1899 i 1901 fou alcalde d'Alacant, així com diputat provincial. Fou elegit diputat a les eleccions generals espanyoles de 1903, però a les de 1905 fou derrotat. El 1914 fou escollit senador per Alacant.